# Abryna affinis
Abryna affinis är en skalbaggsart som beskrevs av Stefan von Breuning 1938. Abryna affinis ingår i släktet Abryna och familjen långhorningar.
Artens utbredningsområde är Filippinerna. Inga underarter finns listade i Catalogue of Life.